# Edmond Debeaumarché
Edmond Debeaumarché a fost un erou a Rezistenței franceze din perioada ocupației naziste a Franței.

### Omagii și posteritatea
- Înmormântarea lui a avut loc la Paris, în curtea de onoare de la Hôtel des Invalides.
- Un scuar din Dijon este numit după el.
- O stradă din Mantes-la-Ville îi poartă numele.
- În memoria lui a fost emis un timbru comemorativ.
- Un plic „prima-zi” cu timbrul comemorativ și cu efigia sa a fost emis la 26 martie 1960.